# NK Dinamo Apatija
NK Dinamo bio je nogometni klub iz Apatije. Klub je osnovan 1935. godine, a prestao je s radom 2019. godine.
Trenutačno se natječe u 1. liga NS Ludbreg.
Od poznatih nogometaša koji su igrali u Dinamu iz Apatije, bio je Veldin Karić koji je u Dinamo došao kolovoza 2013. godine.